# Wolfsberg (Kärnten)

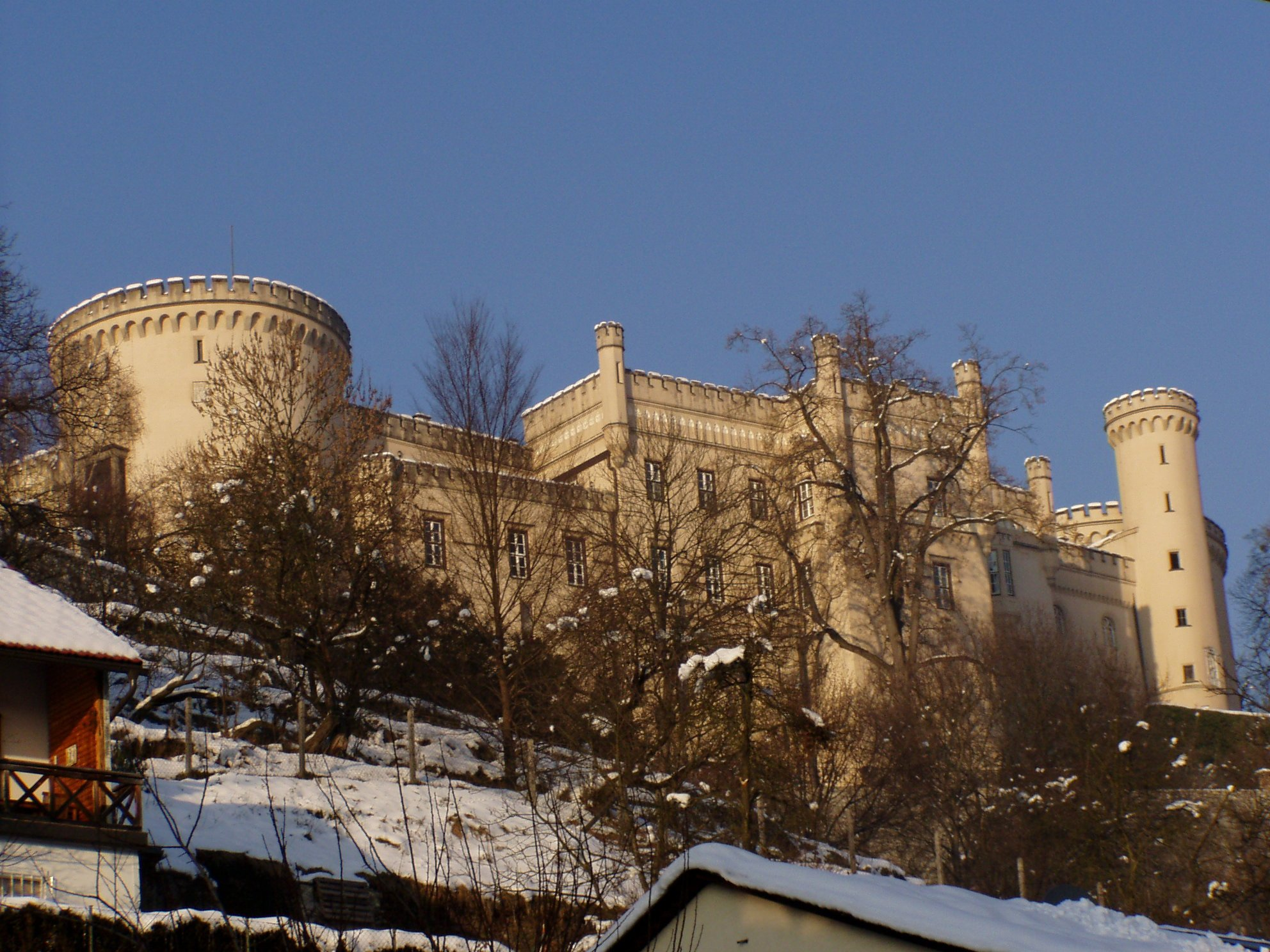
Schloss Wolfsberg

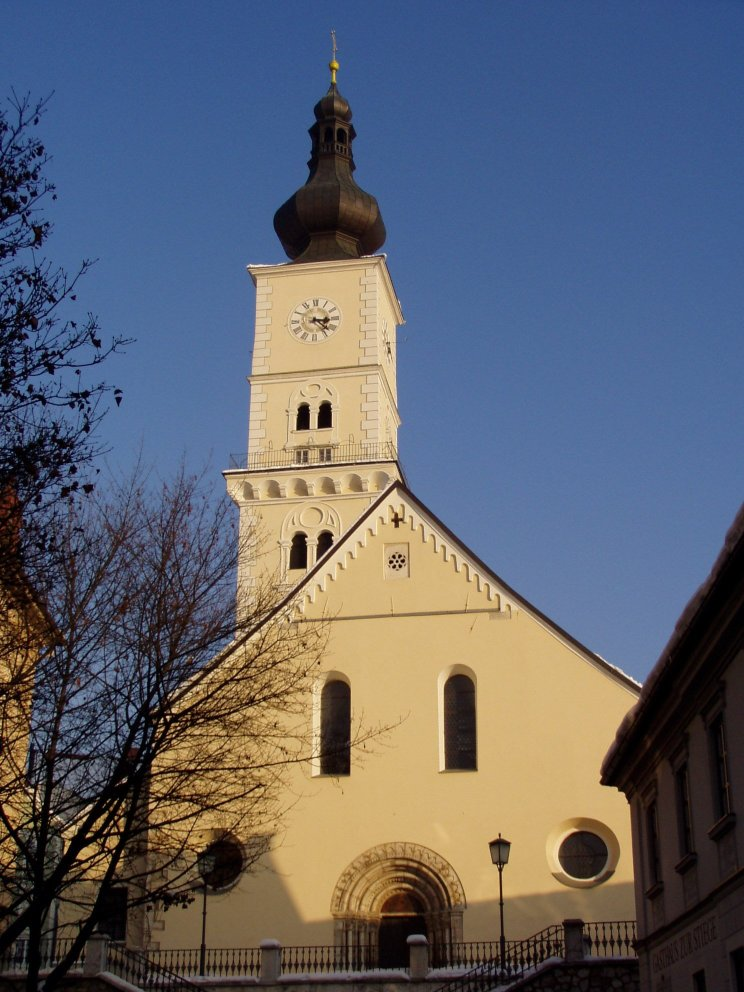
Markuskirche

Wolfsberg (slowenisch Volšperk) ist eine Stadtgemeinde mit 24.961 Einwohnern (Stand 1. Jänner 2025) und Sitz der Bezirkshauptmannschaft des gleichnamigen Bezirks in Österreich, im Bundesland Kärnten.

## Geographie
Die Gemeinde befindet sich in der Mitte des Lavanttales. Sie umfasst weite Teile der Saualpe. Auf die Koralpe reichen zwei Ausläufer des Gemeindegebietes, die die Gemeinde Frantschach-Sankt Gertraud weitgehend umschließen. Die beiden höchsten Erhebungen der Gemeinde sind der Ladinger Spitz und der Steinschneider (beide 2070 m ü. A.).

### Gemeindegliederung
Die Stadtgemeinde besteht aus 40 Katastralgemeinden (Fläche Stand 31. Dezember 2023):
- Aichberg (1.897,01 ha)
- Auen (600,55 ha)
- Forst (2.458,6 ha)
- Gräbern-Prebl (1.495,09 ha)
- Gries (93,78 ha)
- Hartelsberg (1.188,05 ha)
- Hattendorf (243,3 ha)
- Hintertheißenegg (1.444,64 ha)
- Kleinedling (435,16 ha)
- Kleinwinklern (48,62 ha)
- Lading (2.335,49 ha)
- Leiwald (1.428,66 ha)
- Michaelsdorf (348,4 ha)
- Oberleidenberg (1.162,33 ha)
- Paildorf (138,83 ha)
- Pfaffendorf (101,12 ha)
- Preims (1.939,63 ha)
- Priel (296,14 ha)
- Reding (149,89 ha)
- Reideben (114,35 ha)
- Reisberg (1.245,59 ha)
- Rieding (1.210,16 ha)
- Ritzing (92,89 ha)
- St. Jakob (107,35 ha)
- St. Johann (112,11 ha)
- St. Marein (110,33 ha)
- St. Margarethen (237,19 ha)
- St. Michael (471,01 ha)
- St. Stefan (732,19 ha)
- Schoßbach (14,49 ha)
- Schwemmtratten (45,88 ha)
- Thürn (516,84 ha)
- Unterleidenberg (334,58 ha)
- Vordergumitsch (545,21 ha)
- Vordertheißenegg (778,12 ha)
- Waldenstein (1.019,73 ha)
- Weißenbach (125,87 ha)
- Witra (2.185,37 ha)
- Wolfsberg Obere Stadt (15,49 ha)
- Wolfsberg Untere Stadt (11,2 ha)

Das Gemeindegebiet gliedert sich in 65 Ortschaften (in Klammern Einwohnerzahl Stand 1. Jänner 2025):
- Aichberg (253)
- Altendorf (414)
- Arling (57)
- Auen (843)
- Eselsdorf (26)
- Forst (298)
- Glein (59)
- Gräbern (122)
- Gries (1252)
- Großedling (260)
- Hartelsberg (147)
- Hartneidstein (31)
- Hattendorf (452)
- Hintertheißenegg (40)
- Kleinedling (1797)
- Kleinwinklern (82)
- Klippitztörl (46)
- Kötsch (15)
- Kragelsdorf (75)
- Lading (240)
- Lading Sonnseite (240)
- Lausing (58)
- Leiwald (12)
- Magersdorf (47)
- Maildorf (104)
- Michaelsdorf (221)
- Oberleidenberg (359)
- Paildorf (221)
- Pfaffendorf (112)
- Pollheim (380)
- Prebl (301)
- Preims (88)
- Priel (2979)
- Raggl (143)
- Reding (2856)
- Reideben (75)
- Reinfelsdorf (82)
- Reisberg (123)
- Rieding (293)
- Riegelsdorf (53)
- Ritzing (562)
- Schilting (63)
- Schleife (500)
- Schoßbach (180)
- Schwemmtratten (404)
- Siegelsdorf (223)
- St. Jakob (910)
- St. Johann (1052)
- St. Marein (364)
- St. Margarethen im Lavanttal (884)
- St. Michael (532)
- St. Stefan (1706)
- St. Thomas (175)
- Thürn (189)
- Unterleidenberg (247)
- Völking (165)
- Vordergumitsch (166)
- Vordertheißenegg (205)
- Waldenstein (124)
- Weißenbach Gumitsch (69)
- Weißenbach Rieding (41)
- Witra (114)
- Wois (10)
- Wolfsberg (815)
- Wolkersdorf (135)
- Wölling (110)

### Eingemeindungen
1973 entstand durch Gemeindezusammenlegungen die Großgemeinde Wolfsberg. Bis zur Ausgliederung von Frantschach-Sankt Gertraud im Jahr 1991 war sie nach Sölden und Wien die flächenmäßig drittgrößte Gemeinde Österreichs. Derzeit (seit 2015) ist sie die sechstgrößte.

## Geschichte
Auf dem Gemeindegebiet gibt es Funde aus der Bronze- und der Hallstattzeit sowie eine römerzeitliche Siedlung.
Anfang des 11. Jahrhunderts, wahrscheinlich schon 1007, gelangte das Gebiet an das Bistum Bamberg. 1178 wurde die Burg als Wolfsperch erstmals urkundlich erwähnt. Die Burg wurde am linken Ufer der Lavant, direkt oberhalb eines wichtigen Flussüberganges, errichtet. Um den unterhalb der Burg gelegenen Maierhof wurde um 1220/30 unter Bischof Ekbert von Andechs-Meranien planmäßig eine Marktsiedlung angelegt, die spätere Obere Stadt. 1289 galt der Ort bereits als Stadt und war an allen Seiten ummauert. Der bambergische Bischof Werntho (reg. 1329–1335) machte Wolfsberg 1328 zum Sitz des bambergischen Vizedoms für die gesamten Kärntner Besitzungen (neben Wolfsberg u. a. St. Leonhard, Villach, Feldkirchen, Tarvis, Griffen), er verlieh Wolfsberg am 30. September 1331 auch offiziell die Stadtrechte.
1338 wurden in einem Pogrom die Juden aus der Stadt vertrieben.
Ende des 14. Jahrhunderts wurde der Vorort, welcher auf der anderen Seite der Brücke über die Lavant entstand, nach Wolfsberg als Untere Stadt eingegliedert. Beide Stadtteile wurden zur Gänze ummauert, wobei die Obere Stadt mit ihren Befestigungen auch mit der Burg verbunden war. Die Streitigkeiten mit den jeweiligen Herren auf Burg Hartneidstein, dem Sitz des landesfürstlichen Gerichts, zogen sich über Jahrhunderte, bis Bamberg 1449 auch die Blutsgerichtsbarkeit erlangte. Die im Zuge dieser Auseinandersetzung erbauten starken Stadt- und Burgbefestigungen schützten auch gegen die Ungarn- und Türkeneinfälle 1475–1480. Wirtschaftlich bedeutend waren Handel, Handwerk, Wein- und Obstanbau.
Im 16. Jahrhundert wurde Wolfsberg ein Zentrum der Reformation, hier ist besonders die Kapelle von Schloss Bayerhofen zu erwähnen. In der nahe gelegenen Burg Waldenstein errichtete Hans Ungnad eine der ersten österreichischen Druckereien, in der v. a. Lutherbibeln und Flugschriften, auch in slowenischer Sprache, gedruckt wurden. Der Vizedom Georg von Stadion führte die Gegenreformation durch, ließ die Schlosskapelle abreißen und siedelte 1634 die Kapuziner an.
1716 wurden 170 Häuser bei einem Brand zerstört. 1759 gelangte Wolfsberg – wie die anderen bambergischen Besitzungen in Kärnten – durch Kauf an die Habsburger. Nach dem Rückgang des Weinbaues waren Eisenhandel und -verarbeitung zum wichtigsten Wirtschaftszweig aufgestiegen. 1780 gründete Franz Paul von Herbert eine Bleiweiß-Fabrik. 1846 erwarb der oberschlesische Graf Hugo Henckel von Donnersmarck die Herrschaft und baute die Burg zum heutigen Schloss im englischen Tudorstil um.

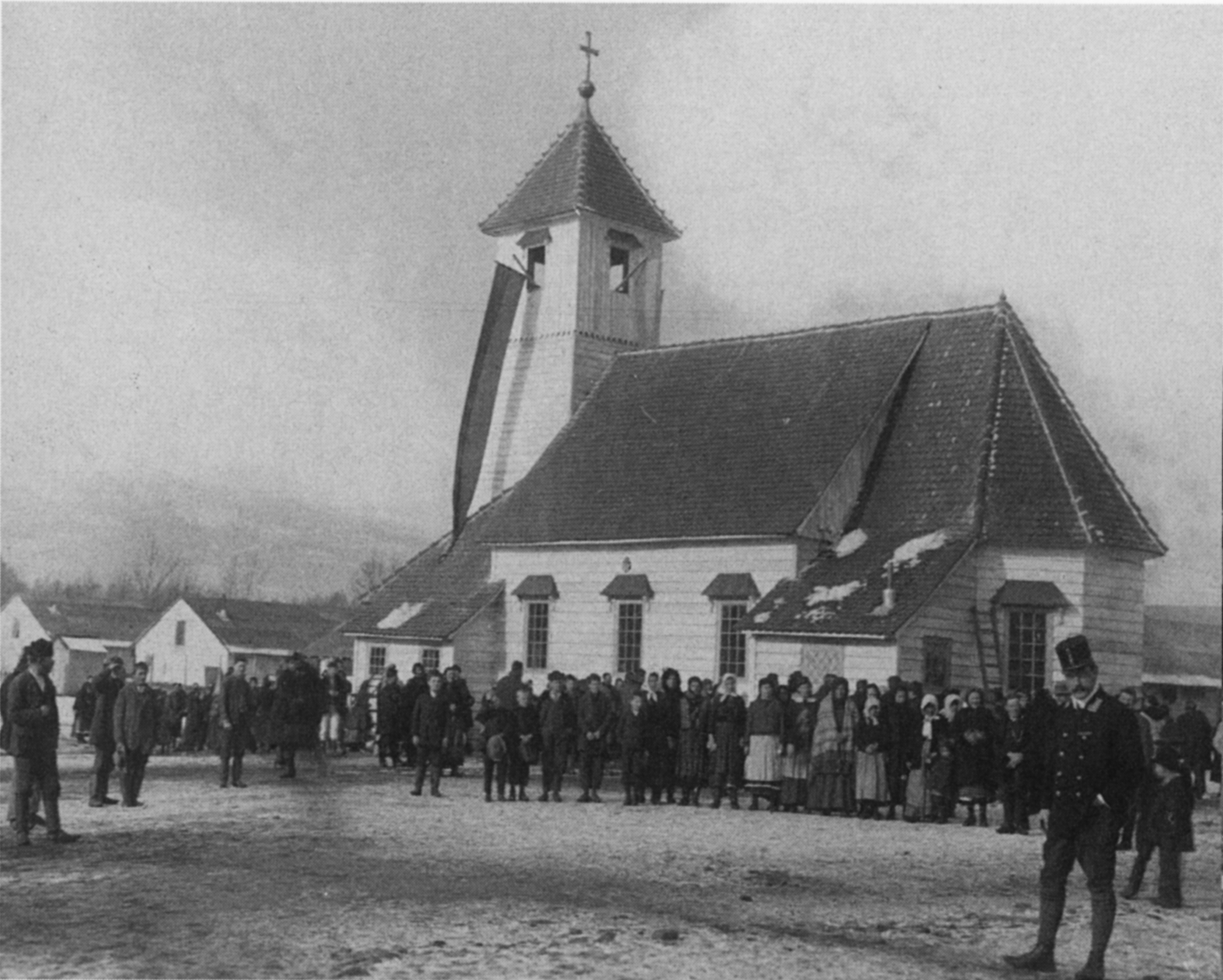
Flüchtlingsbarackenlager in Wolfsberg-Reding, 1915

1879 wurde die Lavanttalbahn nach Unterdrauburg eröffnet, 1900 deren nördliche Fortsetzung nach Zeltweg.

### 20. Jahrhundert
1936 wurde die Straßenverbindung über die Pack nach Graz eröffnet.
Im Rahmen des Juliputsches 1934 gelang den Nationalsozialisten am 26. Juli nachmittags die Besetzung der Stadt. Deren Kreisleiter Keller rief sich zum Bezirkshauptmann aus. Durch Geiselnahmen erzwangen sie die Kapitulation der Heimwehren und der Gendarmerie. Am Abend kam es im Süden der Stadt, bei der Haltestelle Priel und am Friedhof zu schweren Kämpfen zwischen Bundesheer-Einheiten (1. Kompanie des Alpenjägerregimentes 11 aus Völkermarkt) und Heimwehreinheiten auf der einen und den Putschisten auf der anderen Seite. Unter den Toten waren auch der Kompaniekommandant, Major Smolle. Die Stadt wurde am 27. Juli um 18:30 Uhr von den Putschisten geräumt, als von Norden das Kraftfahrjägerbataillon 3 anrückte. Die Putschisten setzten sich mehrheitlich nach Jugoslawien ab. Im Bezirk Wolfsberg forderten die Kämpfe 22 Todesopfer.
Während des Zweiten Weltkrieges von 1939 bis 1945 befand sich in Priel ein Kriegsgefangenenlager, das Stalag XVIII A, mit bis zu 40 Mannschaftsbaracken und über 7000 Gefangenen – Polen, Franzosen, Niederländer, Belgier, Jugoslawen, Russen, Engländer, Kanadier und Italiener. Bei einem alliierten Bombenangriff kamen am 18. Dezember 1944 94 Lagerinsassen und 50 Zivilisten ums Leben. Dieses Lager diente nach Kriegsende der britischen Besatzungsmacht als das wichtigste Internierungslager, in dem schwer- und minderbelastete Nationalsozialisten aus der britischen Besatzungszone (Kärnten, Osttirol und Steiermark – ohne das Ausseerland) inhaftiert wurden. Im Zuge der Entnazifizierung und der Reeducation wurden nach dem Zweiten Weltkrieg zirka 3000 bis 4000 Angehörige nationalsozialistischer Organisationen und mutmaßliche Kriegsverbrecher im Lager Wolfsberg unter Arrest gestellt. 1948 wurde dieses Lager den österreichischen Behörden übergeben.

#### Ehrenbürgerschaft Hitlers und belastete Straßennamen
Bereits 1932 verlieh die damalige Gemeinde Reisberg Adolf Hitler eine Ehrenbürgerschaft. Über Eingemeindungen wurde nachfolgend Adolf Hitler Ehrenbürger von Wolfsberg. Am 20. Dezember 2019 beschloss der Gemeinderat von Wolfsberg einstimmig, die von der Gemeinde Reisberg 1932 verliehene Ehrenbürgerschaft zu widerrufen. Rechtlich war unklar, ob eine Ehrenbürgerschaft mit dem Tod erlischt.
Belastete Straßennamen hat man in Wolfsberg bereits geändert. Die Gemeinde hatte dazu 2012/13 eine Historikerkommission eingesetzt.

### Bevölkerung
Die Stadtgemeinde hat 24.961 Einwohner (Stand 1. Jänner 2025). Zum Zeitpunkt der Volkszählung 2001 waren 95,8 % der Bevölkerung österreichische und 1,1 % bosnische Staatsbürger. Im Jahr 2016 waren 8 % der Gesamtbevölkerung nicht in Österreich geboren.

### Religion
Bei der Volkszählung 2001 gaben als Religionszugehörigkeit 89,3 % römisch-katholisch, 2,0 % evangelisch und 2,1 % islamisch an. 5,2 % waren ohne religiöses Bekenntnis. Die aus den USA stammende Sekte Scientology hat hier einen ihrer vier österreichischen Standorte.

## Kultur und Sehenswürdigkeiten
- Schloss Wolfsberg
- Schloss Waldenstein
- Schloss Thürn
- Schloss Weißenau
- Schloss Reideben
- Schloss Bayerhofen

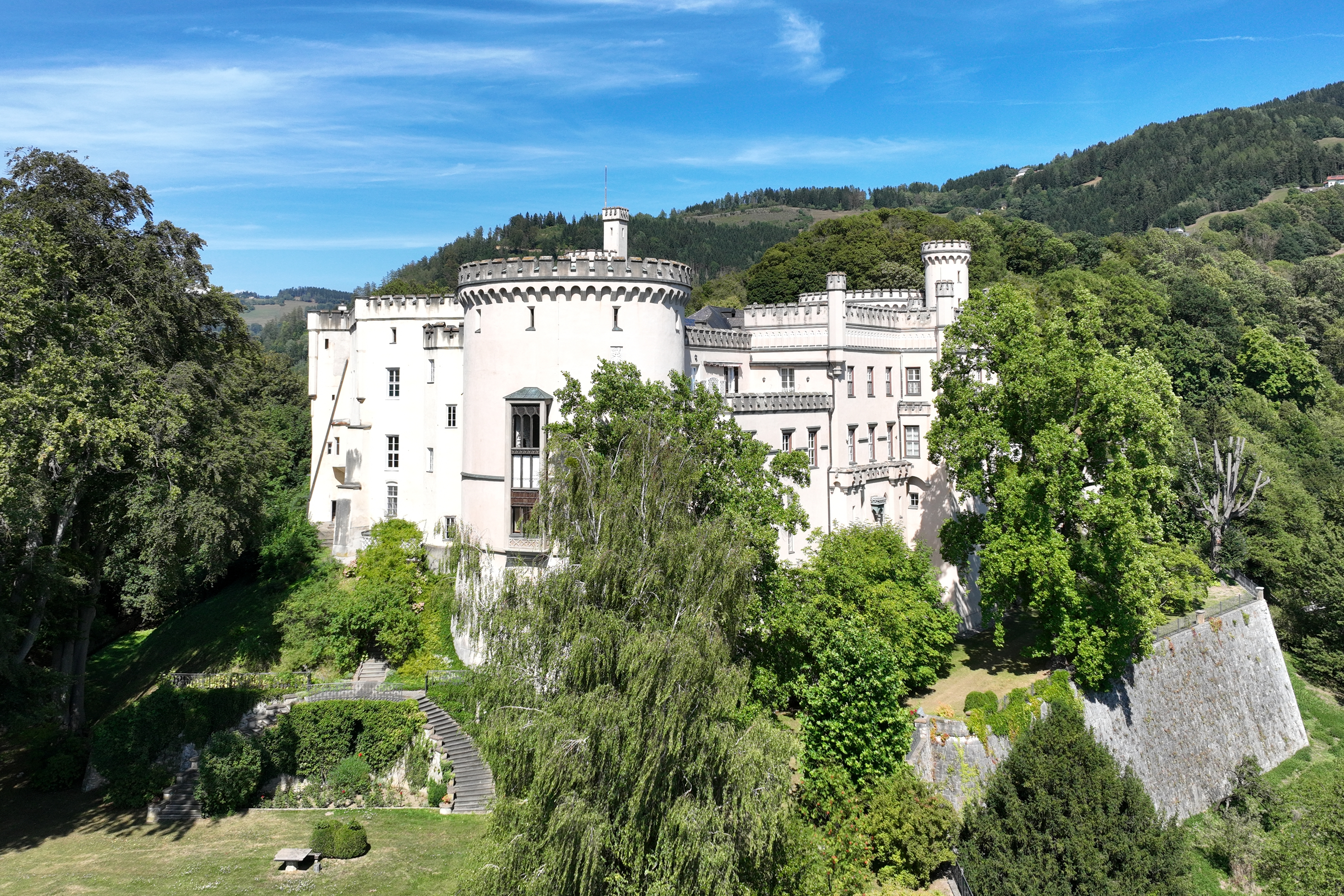
Schloss Wolfsberg

- Katholische Pfarrkirche Wolfsberg hl. Markus
- Katholische Pfarrkirche Forst hl. Johannes der Täufer
- Katholische Pfarrkirche Prebl hl. Martin
- Katholische Pfarrkirche St. Michael bei Wolfsberg mit Filialkirche Aichberg
- Katholische Pfarrkirche St. Marein im Lavanttal Mariä Himmelfahrt
- Katholische Pfarrkirche St. Margarethen im Lavanttal hl. Margareta
- Katholische Pfarrkirche Theißenegg hl. Magdalena und Friedhof, ehemalige Wehrkirchenanlage
- Bäckerkapelle Wolfsberg
- Container 25

### Ortsbildgestaltung
Im Rahmen des europäischen Wettbewerbes „Entente Florale Europe“ wurde das Bergdorf Theißenegg 2001 mit einer Silbermedaille in der Kategorie Dorf ausgezeichnet.

### Sport

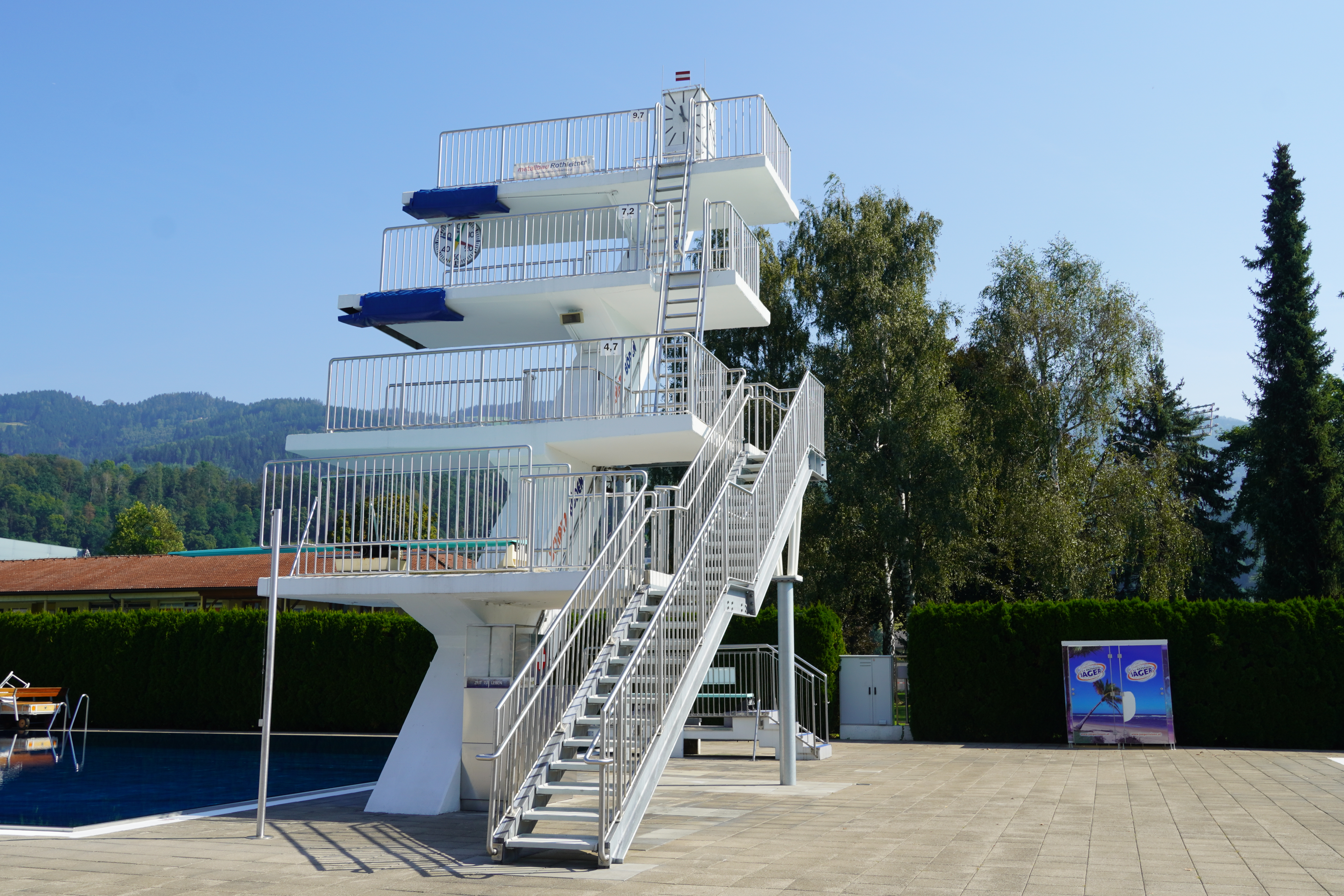
Sprungturm im Stadionbad Wolfsberg (2023)

Im Stadionbad gibt es einen 10-Meter-Sprungturm.
Der Fußballverein Wolfsberger AC ist renommiert und spielt seit 2012 in der Bundesliga (Stand 2025).

## Wirtschaft und Infrastruktur
Bei der Arbeitsstättenzählung der Statistik Austria 2001 wurden 1.180 Arbeitsstätten mit insgesamt 11.396 Beschäftigten gezählt. Das waren um 25,8 % mehr Beschäftigte und 41,1 % mehr Arbeitgeber als 1991.
Wolfsberg ist das Dienstleistungs- und Handelszentrum des Bezirks. Darüber hinaus ist insbesondere die metallverarbeitende Industrie mit vielen kleinen und mittleren Betrieben in Wolfsberg ansässig.
Erwähnenswerte Unternehmen sind unter anderem:
- Schwing GmbH in St. Stefan
- Tubex Tubenfabrik GmbH in Kleinedling
- Johann Offner Gruppe in Schwemmtratten
- PMS Elektro- und Automationstechnik GmbH in St. Stefan
- Montex in St. Andrä

### Wirtschaftssektoren
Die folgende Tabelle zeigt die Entwicklung der Betriebsanzahl und der Beschäftigten in den Wirtschaftssektoren:
| Wirtschaftssektor            | Anzahl Betriebe | Anzahl Betriebe | Anzahl Betriebe | Erwerbstätige | Erwerbstätige | Erwerbstätige |
| Wirtschaftssektor            | 2021            | 2011            | 2001            | 2021          | 2011          | 2001          |
| ---------------------------- | --------------- | --------------- | --------------- | ------------- | ------------- | ------------- |
| Land- und Forstwirtschaft 1) | 454             | 734             | 888             | 1076          | 686           | 643           |
| Produktion                   | 353             | 269             | 192             | 3680          | 4532          | 4331          |
| Dienstleistung               | 1999            | 1491            | 988             | 9413          | 7315          | 6998          |

1) Betriebe mit Fläche in den Jahren 2010 und 1999

### Infrastruktur
Im Gemeindegebiet von Wolfsberg liegen an der Lavanttalbahn die beiden ÖBB-Bahnhöfe Wolfsberg und St. Stefan im Lavanttal sowie die Haltestelle Wolfsberg Reding, welche die Haltestelle Priel 2011 ersetzte. 2017 wurde der Personenverkehr zwischen Wolfsberg und Bad St. Leonhard eingestellt und nach Klagenfurt Hauptbahnhof über die Jauntalbahn und Drautalbahn die S-Bahn Linie 3 installiert, welche in einem Stundentakt mit täglich 20 Zugpaaren (werktags Montag–Freitag) verkehrt. Am Busbahnhof hält weiters der von Klagenfurt kommende ÖBB-Intercitybus von und nach Graz.
Die ÖBB-Postbus GmbH betreibt im Stadtgebiet von Wolfsberg neben zahlreichen Regionalbuslinien zwei Stadtbuslinien:
- Linie 5460: Bahnhof – St. Marein – Kleinedling – Bahnhof
- Linie 5466: Bahnhof – St. Johann – St. Stefan – Bahnhof

Etwa 3 km südwestlich des Gemeindezentrums liegt der Flugplatz Wolfsberg.

## Politik
Der Gemeinderat besteht aus 35  Mitgliedern und setzt sich seit der Gemeinderats- und Bürgermeisterwahlen in Kärnten 2021 aus Mandataren der folgenden Parteien zusammen:
- 22 SPÖ
- 6 ÖVP
- 5 FPÖ
- 2 Grüne

### Bürgermeister
- 1850 Alois Offner
- 1850–1871 Karl Menner
- 1871–1873 Leopold Lienhart
- 1873–1880 Wolfgang Pirker-Pirkershausen
- 1881 Anton Stocker
- 1882–1885 und 1889–1899 Ernst Herbert-Kerchnawe
- 1886–1889 Alois Huth
- 1900–1908 Hermann Fischer
- 1908–1920 Paul Hackhofer
- ?–? Hans Lagger
- 1921 Dr. Erich Vogl
- –bis 1927 Viktor Pressinger
- 1927 Gregor Gasser
- 1927–1933 Paul Friesacher
- 1933–1935 Karl Kager
- 1935–1938 Franz Jaksche
- 1938 Herbert Fresacher
- 1938–1945 Hans Thonhauser
- 1945–1946 Hans Vertjanz
- 1946–1948 Josef Knapp
- 1948–1953 Hans Scheiber
- 1953–1960 Adolf Meidl
- 1960–1979 Max Joham
- 1979–1989 Harald Kunstätter (SPÖ)
- 1989–1998 Manfred Kraxner (SPÖ)[19]
- 1998–2011 Gerhard Seifried (SPÖ)[20]
- 2011–2020 Hans-Peter Schlagholz (SPÖ)[21][22]
- 2020–2025: Hannes Primus (SPÖ)[22]

### Städtepartnerschaften
- Herzogenaurach, Deutschland
- Várpalota, Ungarn

### Wappen
Wolfsberg führte ursprünglich seit dem Ende des 13. Jahrhunderts das Wappen des Erzstifts Bamberg, einen mit Schrägrechtsfaden belegten steigenden Löwen, was durch die Kopie einer Urkunde vom 14. Juli 1295 belegt ist. Im ausgehenden Mittelalter wandelte sich das Wappentier, offenbar in Anspielung auf den Ortsnamen, in einen Wolf. Später wurde noch – im Sinne eines „redenden“ Wappens – ein grüner Berg beigefügt; diese Variante wurde von der Stadtgemeinde noch 1968 im Briefkopf verwendet. Anlässlich der Ausstellung einer Wappenbescheinigung (am 12. August 1969 ausgestellt) wurde der Berg aufgrund fehlender historischer Berechtigung weggelassen und die Figur des Wolfs mit einem Löwenzagel (Schweif) versehen, um die älteste bambergische Komponente zu berücksichtigen.
Die amtliche Blasonierung des Wappens lautet:

„Im goldenen Dreiecksschild ein rot bezungter, steigender schwarzer Wolf (mit Löwenzagel), von einem silbernen Schrägrechtsfaden überlegt.“

Die Flagge von Wolfsberg ist Gelb-Schwarz mit eingearbeitetem Wappen.

## Persönlichkeiten

### Söhne und Töchter der Gemeinde
- Siegmund von Dietrichstein (1484–1533), Adeliger, Offizier, kaiserlicher Rat, Erbmundschenk im Herzogtum Kärnten, Landeshauptmann im Herzogtum Steiermark und Statthalter der innerösterreichischen Lande
- Johann Burger (1773–1842), Agrarwissenschaftler
- Karlmann Tangl (1799–1866), Philologe und Historiker
- Alois Offner (1799–1871), österreichischer Unternehmer und Politiker
- Josef Offner (1801–1862), österreichischer Unternehmer und Politiker
- Friedrich Moritz von Burger (1804–1873), Jurist und Politiker
- Johann Burger (1808–1879), Gymnasialdirektor und Politiker
- Valentin Wiery (1813–1880), Bischof der Diözese Gurk 1858–1880
- Johann Spitzer (1819–1891), Sensenfabrikant, Gutsbesitzer und Politiker
- Michael Petschenig (1845–1923), Altphilologe
- Philipp Größbauer (1857–1930), Politiker (Großdeutsche Volkspartei, später Landbund)
- Michael Tangl (1861–1921), Historiker und Diplomatiker
- Josef Hackhofer (1863–1917), Architekt
- Michael Paulitsch (1874–1948), Priester, Journalist und Politiker (CSP)
- Johannes Brik (1899–1982), Benediktiner
- Gerhart Ellert (1900–1975), Pseudonym der Schriftstellerin Gertrud Schmirger
- Adolf Traußnig (1903–1990), Politiker (ÖVP) und Landwirt
- Franz Novak (1913–1983), SS-Hauptsturmführer
- Ingeborg Capra-Teuffenbach (1914–1992), Schriftstellerin
- Sepp Eberhard (1917–1986), Politiker (SPÖ) und Beamter
- Armin Dahlen (1919–2013), Schauspieler und Regisseur
- Robert Janschitz (1921–2002), Politiker (SPÖ)
- Harald Kunstätter (1926–2003), Politiker (SPÖ)
- Wolfgang Gasser (1927–2007), Schauspieler, Synchronsprecher
- Alfreda Hausner (1927–2019), Schachspielerin
- Carl Schell (1927–2019), Schweizer Schauspieler
- Ottokar Uhl (1931–2011), Architekt
- Annemarie Pawlik (1938–2019), Politikerin (SPÖ) und Abgeordnete zum Nationalrat
- Hermann Schmid (1939–2022), Schauspieler und Regisseur
- August Eberhard (1941–2016), Politiker (ÖVP) und Fachschullehrer
- Ulrich Habsburg-Lothringen (* 1941), Politiker (Die Grünen)
- Günter Schönhart (* 1941), Politiker (FPÖ) und Gastwirt
- Kurt Ruthofer (* 1943), Politiker (FPÖ) und Gewerbetreibender
- Anneliese Rohrer (* 1944), Journalistin
- Dietrich Teller (1944–2021), Politiker (ÖVP) und Abgeordneter zum Nationalrat
- Peter Turrini (* 1944), Schriftsteller
- Gerhard Abraham (* 1947), Politiker (SPÖ)
- Walter Raffeiner (1947–2009), Opernsänger
- Helmut Konrad (* 1948), Geschichtswissenschaftler und Universitätsprofessor
- Arthur Schneeberger (* 1948), Bildungs- und Arbeitsmarktforscher
- Alois Hochegger (* 1949), Bankmanager
- Harald Irnberger (1949–2010), Journalist und Schriftsteller
- Christof Zernatto (* 1949), Politiker, Landeshauptmann
- Wolfgang Aichinger (* 1952), Cellist und Universitätsprofessor
- Dietmar Franzisci (* 1953), Offizier
- Reinhart Gaugg (* 1953), Politiker (FPÖ)
- Hans-Peter Schlagholz (* 1953), Bürgermeister, Abgeordneter zum Landtag, Sportfunktionär
- Emanuel Wenger (* 1953), Mathematiker und Informatiker
- Hubert Baumgartner (* 1955), Fußballspieler und -trainer
- Andy Töfferl (1955–2012), Musiker
- Igor Pucker (* 1957), Museumsleiter
- Harald Trettenbrein (* 1957), Politiker, Abgeordneter zum Nationalrat und zum Landtag
- Dieter W. Fellner (* 1958), Informatiker
- Johannes Prinz (* 1958), Chorleiter und Dirigent
- Kurt Stürzenbecher (* 1958), Politiker (SPÖ)
- Walter Vogl (* 1958), Schriftsteller
- Christine Loike (* 1959), Skiläuferin
- Gernot Ragger (* 1959), Schriftsteller und Verleger
- Christoph Thun-Hohenstein (* 1960), Jurist, Diplomat, Kunstmanager und Publizist
- Martin Kušej (* 1961), Theaterregisseur, Opernregisseur und Intendant
- Gerhard Seifried (* 1961), Bürgermeister, ORF-Journalist, Kommunikationsexperte
- Berndt Rieger (* 1962), Mediziner und Schriftsteller
- Dietmar W. Winkler (* 1963), Theologe
- Wolfgang Knes (* 1964), Politiker (SPÖ)
- Armin Bardel (* 1965), Fotograf, Künstler und Singer-Songwriter
- Johann Weber (* 1965), Politiker (ÖVP)
- Alexandra Maria Linder (* 1966), Publizistin und Übersetzerin
- Georg Timber-Trattnig (1966–2000), Autor, Grafiker, Musiker, bildender und multimedialer Künstler
- Walter Kogler (* 1967), Fußballspieler und -trainer
- Gabriele Graf (* 1968), Politikerin (ÖVP)
- Bernie Mallinger (* 1969), Musiker
- Fritz Kaltenegger (* 1971), Politiker und Manager
- Tanja Prušnik (* 1971), Bildende Künstlerin, Kuratorin und Architektin
- Heinz Arzberger (* 1972), Fußballtorwart
- Wilhelm Kuehs (* 1972), Schriftsteller und Germanist
- Andreas Seidl (* 1972), Fernsehmoderator
- Herbert Grassler (* 1973), Fußballspieler und -trainer
- Christian Ragger (* 1973), Rechtsanwalt und Politiker (FPÖ, vormals FPK und BZÖ)
- Isa Riedl (* 1974), Malerin und Grafikerin
- Bettina Habsburg-Lothringen (* 1975), Historikerin und Museumsleiterin
- Christian Schatz (* 1975), Naturbahnrodler
- Thomas Höller (* 1976), Fußballspieler und -trainer
- Rainer Schönfelder (* 1977), Alpin-Skiläufer
- Thomas Jöbstl (* 1978), Hornist
- Elisabeth Köstinger (* 1978), Politikerin (ÖVP)
- Bettina Emmerling (* 1980), Politikerin (NEOS)
- Patrick Friesacher (* 1980), Ex-Formel-1-Fahrer
- Kai Schoppitsch (* 1980), Fußballspieler
- Christoph Stückler (* 1980), Fußballspieler
- Samuel Knabl (* 1982), Basketballer
- Christoph Knauder (* 1982), Naturbahnrodler
- Christian Prawda (* 1982), ehemaliger Fußballspieler
- Thomas Knauder (* 1983), Naturbahnrodler
- Isabella Theuermann (* 1984), Politikerin (FPÖ, zuvor Team Stronach) und Unternehmerin
- Stefan Kopp (* 1985), Priester und Theologe
- Christoph Sokoll (* 1986), Radrennfahrer
- Eva Wutti (* 1989), Triathletin und Radsportlerin
- Jennifer Kandut (* 1991), Rocksängerin und Immobilientreuhänderin
- Sabine Payer (* 1992), Snowboarderin
- Yannick Steinkellner (* 1992), Poetry Slammer
- Nadine Leopold (* 1994), Model
- Luca Tribondeau (* 1996), Freestyle-Skier
- Daniel Köppel (* 2000), Basketballspieler

### Personen mit Bezug zur Stadt
- Christine Lavant (1915–1973), Lyrikerin
- Alfred Fister (1928–2014), Erster Vizebürgermeister von Wolfsberg 1973–1979